# Either/Or
Either/Or ist das dritte Studioalbum des US-amerikanischen Singer-Songwriters Elliott Smith.

## Entstehungsgeschichte und Hintergründe
Either/Or wurde an mehreren Orten, hauptsächlich in Portland, Oregon sowie in Arcata, Kalifornien, aufgenommen. Das Album wurde von Smith, Tom Rothrock und Rob Schnapf produziert. Zum Zeitpunkt der Aufnahme war Smith noch Mitglied von Heatmiser.
Smith nahm während der Sessions für dieses Album einen Song mit dem Titel "Either/Or" auf, der jedoch nicht in der endgültigen Veröffentlichung enthalten war. Das Lied erschien 2007 auf New Moon, einer postumen Zusammenstellung von bisher unveröffentlichtem Material von Smith.
Der Titel des Albums leitet sich aus dem gleichnamigen Buch von Søren Kierkegaard ab, in dem sich "entweder/oder" auf den Kontrast zwischen ästhetischer/subjektiver Erfahrung und ethischem/objektivem Sein bezieht. Dieser existenzielle Titel spiegelt Smiths Interesse an Philosophie wider. Vor der Gründung von Heatmiser studierte Smith Philosophie und Politik am Hampshire College in Amherst, Massachusetts.
Kurz vor der Veröffentlichung des Albums unternahm Smith einen Suizidversuch.
Das Album inspirierte den Regisseur Gus Van Sant, Smith einzuladen, zum Soundtrack des Films Good Will Hunting beizutragen. Drei Either/Or-Tracks, Between the Bars, Angeles und Say Yes wurden zusammen mit einem neuen Song, Miss Misery, in den Soundtrack aufgenommen. Miss Misery wurde bei den Academy Awards 1998 als bester Original-Song nominiert und bei der Fernsehzeremonie in einer gekürzten Fassung von Smith aufgeführt, die vom Hausorchester unterstützt wurde und ihn kurz ins internationale Rampenlicht rückte. Nach diesem Auftritt wurde Smith beim Major-Label DreamWorks unter Vertrag genommen und begann mit der Arbeit an seinem vierten Studioalbum XO.
Van Sant verwendete Angeles auch in seinem Film Paranoid Park.

## Veröffentlichung
Either/Or wurde am 25. Februar 1997 nach der Auflösung von Smiths Band Heatmiser auf dem Plattenlabel Kill Rock Stars veröffentlicht. Die erste Single-Auskoppelung des Albums, Speed Trials, wurde vor dessen offiziellem Erscheinen am 1. Oktober 1996, die zweite Single des Albums, Ballad of Big Nothing, am 29. Juni 1998 veröffentlicht. Zum Zeitpunkt seines Erscheinens erreichte es in den USA keine Chartposition.
Seit März 2017 ist Either/Or Elliott Smiths meistverkaufte Veröffentlichung. Laut Nielsen SoundScan wurden in den USA 429.000 Exemplare verkauft.
Am 19. Mai 2017, anlässlich des 20-jährigen Jubiläums von Either/Or, erschien eine remasterte und erweiterte Version als Doppel-LP und als Download. Diese so genannte Expanded Tracklist beinhaltet über die zwölf originalen Titel hinaus zusätzliche Live-Mitschnitte vom Yo Yo A Go Go Festival in Olympia, einen Remix und zwei bisher dahin unveröffentlichte Tracks. Die Expanded Edition erreichte Platz 173 der Billboard-Charts.

## Titelliste
| Nr. | Titel                 | Länge |
| --- | --------------------- | ----- |
| 1.  | Speed Trials          | 3:01  |
| 2.  | Alameda               | 3:43  |
| 3.  | Ballad of Big Nothing | 2:48  |
| 4.  | Between the Bars      | 2:21  |
| 5.  | Pictures of Me        | 3:46  |
| 6.  | No Name No. 5         | 3:43  |
| 7.  | Rose Parade           | 3:28  |
| 8.  | Punch and Judy        | 2:25  |
| 9.  | Angeles               | 2:56  |
| 10. | Cupid’s Trick         | 3:04  |
| 11. | 2:45 AM               | 3:18  |
| 12. | Say Yes               | 2:19  |

## Rezeption
Either/Or wurde von der Kritik überwiegend gefeiert. Stephen Thompson vom Online-Nachrichtenmagazin The A.V. Club schrieb, dass das Album für Smith "einen thematischen Übergang darstellt", wobei "Helligkeit und Pop-Feeling" bei Either/Or im Gegensatz zu den "krassen Beichtvätern mit Akustikgitarre über Drogenmissbrauch und Dunkelheit" stünde.
Es wurde 1997 in der jährlichen Pazz & Jop-Kritikerumfrage von The Village Voice zu den besten Alben des Jahres auf Platz 20  gewählt.
In seiner retrospektiven Rezension schrieb Arne Willander im Rolling Stone: „Auf Either/Or ist eine stille Depression enthalten, die Cobains Fatalismus beinahe übertrifft, weil nichts hier Wut ist. Nichts laut. Nichts aggressiv.“
Das Online-Magazin Pitchfork listete Either/Or auf dem 59. Platz in seiner Liste der 100 größten Alben der 1990er Jahre. Bei Spin rangierte Either/Or auf Platz 48 der Liste der besten Alben von 1987 bis 2012. Bei Blender belegte das Album den 36. Platz in der Liste der "100 größten Indie-Rock-Alben aller Zeiten".
Im Jahr 2020 stufte der Rolling Stone das Album auf Rang 216 der Liste der 500 besten Alben aller Zeiten ein.
Im Vereinigten Königreich wurde das Album im November 2016 mit einer Silbernen Schallplatte auszeichnet.